# Hiro Yamamoto
Hiro Yamamoto (Seattle, Washington, 13 de abril de 1961) es un bajista japonés-estadounidense conocido por haber sido uno de los miembros fundadores de Soundgarden junto con Kim Thayil y Chris Cornell. En 1989 abandonó la banda después de una discusión durante un concierto en Ámsterdam, y retomó sus estudios de máster en la universidad de Washington Oeste; y dos años más tarde, en 1991, fundó la banda de rock independiente Truly junto con el baterista de Screaming Trees, Mark Pickerel, y Robert Roth de The Storybook Krooks. En 2016, cofundó el trío de surf Stereo Donkey.

## Discografía

### Soundgarden
- Screaming Life
- Fopp
- Ultramega OK
- Louder Than Love
- Loudest Love

### Truly
- Heart and Lungs (EP) - 1991
- Fast Stories... from Kid Coma - 1995
- Feeling You Up - 1997
- Subject to Change: Artists for a Hate-Free America - 1997 compilación
- Twilight Curtains - 2000

### Stereo Donkey
- Stereo Donkey (EP) – 2018